# واتس گالری
واتس گالری–دهکده هنرمندان یک گالری هنری در دهکده کامپتون، نزدیک گیلدفورد در ساری انگلستان است. این گالری به آثار جورج فردریک واتس، نقاش و مجسمه‌ساز دوران ویکتوریا اختصاص دارد. واتس گالری از ژوئن ۱۹۷۵ در فهرست میراث ملی انگلستان ثبت شده‌است.

## تاریخچه
واتس در سال ۱۸۹۱ به «لیمنِرسلیس» در کامپتون نقل مکان کرد و به همراه همسر هنرمندش، مری فریزر-تایلر، موزه‌ای را برای کارهایش طراحی کردند که در آوریل ۱۹۰۴، درست قبل از مرگ او افتتاح شد.
معمار گالری، کریستوفر هاتون ترنور، از تأثیر پذیرفتگان ادوی لاتی‌ینز و سی.اف.ای. وویزی بود. این ساختمان با الهام از جنبش هنر و پیشه، شامل گالری‌هایی با نور بالا است که آثار واتس را زیر نور طبیعی نمایش می‌دهد.
این سازه یکی از معدود گالری‌هایی است که در بریتانیا به یک هنرمند اختصاص داده شده‌است و اغلب به عنوان یک گالری ملی در قلب یک روستا مورد استقبال قرار می‌گیرد. کارگردانان فعلی آن آلیستر برتنشاو و متصدیش سیسلی رابینسون هستند. متصدی‌های قبلی واتس گالری نیکلاس ترومنز، ویلفرد بلانت ، ریچارد جفریز و مارک بیلز بودند. این گالری یک موسسه خیریه ثبت شده بر اساس قوانین انگلیس نیز به‌شمار می‌رود.
گالری واتس در سریال تلویزیونی بی‌بی‌سی، دهکده مرمتی، در سال ۲۰۰۶ به نمایش درآمد.
در ژانویه ۲۰۰۸ اعلام شد که گالری قصد دارد دو تابلوی ویکتوریایی، زن خفته (۱۸۸۰) اثر آلبرت جوزف مور و پیروزی عشق (۱۸۷۱) اثر ادوارد برن جونز را که هر دو به مجموعه فرانسوی سیسیل داده شده بود، بفروشد. این آثارفروخته و پول آن برای نگهداری گالری و بازسازی آن بین سپتامبر ۲۰۰۸ تا ۲۰۱۰ استفاده شد.
در دسامبر ۲۰۰۶ واتس گالری کمک مالی ۴٫۳ میلیون پوندی از صندوق حمایتی هریتیج برای نوسازی دریافت کرد تا آینده ساختمان و مجموعه‌های مرتبط تضمین شود.
این گالری در ژوئن ۲۰۱۱ پس از یک پروژه عمدهٔ توسعه، بازسازی و مرمت دوباره بازگشایی شد. بازدیدکنندگان اکنون می‌توانند از واتس گالری با ظاهری تاریخی و طرح‌های تزئینی اصلی اش بازدید کنند.
بیش از صد نقاشی از جورج فردریک واتس در این گالری به نمایش گذاشته شده‌است. این نقاشی‌ها که در یک دوره ۷۰ ساله ترسیم شده‌اند شامل پرتره‌ها، مناظر و آثار نمادین اصلی او می‌شود. از ورودی گالری لیوانوس تا مجسمه‌های متعدد و مصنوعات استودیویی در گالری مجسمه، میراث باقی مانده این هندرمند است.
در ژانویه ۲۰۱۶، واتس گالری، مجموعه «لیمنِرسلیس» تازه بازسازی شده، خانه و استودیوی سابق ماری و جورج واتس را افتتاح کرد و دهکده هنرمندان را تکمیل کرد.
کامپتون، مقبره جورج واتس را در خود جای داده‌است و کلیسای واتس واتز، که توسط همسر واتس، مری، طراحی شده‌است و توسط موزه نیز اداره می‌شود، در این مجموعه قرار دارند.

## بنیاد دی‌مورگان
پس از بسته شدن مرکز دی مورگان لندن، در تابستان ۲۰۱۴، گالری واتس و بنیاد دی مورگان، به عنوان مؤسسه خیریه ثبت شده که آثار ویلیام دی مورگان و اولین دی مورگان را در خود جای داده‌است، با یکدیگر همکاری کردند. افتتاحیه این رویداد به صورت یک نمایشگاه طولانی مدت در گالری ریچارد جفریس در ساختمان اصلی گالری صورت گرفت. این نمایشگاه شامل تعدادی از آثار کلیدی مجموعه دی مورگان است.